# Andi Watson
Andrew "Andi" Watson, född 1969 i Kippax, är en brittisk serieskapare. Han är mest känd för sina seriealbum Breakfast After Noon, Slow News Day och Love Fights.

## Biografi
Andi Watson är född i Yorkshire. Han gick på en förberedande konstskola i Dewsbury och fortsatte med en kurs i  grafisk design och  illustration vid universitetet i Liverpool. Han är bosatt i  Stoke-on-Trent.
Tillsammans med t-shirts och samlarkort för tuggummin gjorde Andi Watson en serietidning som examensarbete (Samurai Jam). Serien handlade om skejtare och punkrock och var influerad av manga, i synnerhet Akira, och den amerikanska serien Love and Rockets. Tre nummer gavs ut under 1993. De var fotostatkopierade, och omslagen var schablonmålade med sprejfärg, vilket drog till sig en del uppmärksamhet i alternativpresskretsar.
Watson kontaktade flera amerikanska förlag och blev kontrakterad av Dan Vado på Slave Labor Graphics  1993.  De gav ut fyra nummer av Samurai Jam. De gjorde ingen succé, kanske främst för att Andi Watson ägnade sig åt dramatiska formexperiment och bytte stil för varje nummer, men Vado höll dörren öppen och Andi Watson återkom 1995  med Skeleton Key, en månatlig sexton sidors serietidning som kom ut med 30 nummer och grundmurade hans goda rykte.
Efter Skeleton Key gick Andi Watson över till Oni Press där han gav ut Geisha, en serieberättelse om en kvinnlig robotkonstnär.
Andi Watson intresserade sig inte speciellt mycket för de problem som kunde uppstå på grund av att hon var en robot utan föredrog att utforska temat falskt och äkta. Boken utgjorde en konstnärlig övergång mellan den manga-inspirerade Skeleton Key och Andi Watsons nuvarande mer europeiska stil. Han var influerad av europeiska serieskapare som François Avril och  Dupuy & Berberian, men gillade fortfarande den vertikala bildföljden från de tidigare mangainfluerade serierna.  Resultatet visade sig i Breakfast After Noon, en verklighetsbaserad berättelse som utspelar sig i den brittiska industristaden Stoke-on-Trent. 
Andi Watson återvände till Slave Labor 2002 med Slow News Day, en berättelse om en småstadstidning, som även handlar om engelsmännens inställning till amerikaner och behandlar temat stor eller liten läsekrets.